# Ascia Holding
Ascia Holding Ltd. je kyperská společnost podnikatele Luďka Sekyry, která je jediným akcionářem české developerské skupiny Sekyra Group Real Estate SE (dále jen SGRE).
Dceřiná společnost SGRE vykázala k 31. prosinci 2022 bilanční sumu 1,6 miliardy korun a vlastní kapitál 1,3 miliardy korun. Skupina má centrálu ve Sluneční věži v Praze-Karlíně, ve které si od společnosti Miltiades pronajímá tři patra.

## Historie
Historie skupiny Ascia Holding sahá do srpna 1995, kdy Helena Jurečková a Tomáš Jureček založili akciovou společnost JURE, do níž vložili pozemek v Praze na Vinohradech. Byly vydány listinné akcie na držitele, akcionáři společnosti nebyli nikde evidováni a akcie byly převoditelné pouhým předáním. Předsedou představenstva byl zvolen Luděk Sekyra.
V dubnu 1999 byl název společnosti změněn na SEKYRA Group. Novým předsedou představenstva SEKYRA Group (SG) byl jmenován dřívější člen dozorčí rady Drahoš Lustig, Luděk Sekyra se stal předsedou dozorčí rady. O rok později Lustig orgány společnosti opustil a Sekyra se stal opět předsedou představenstva. V září 2004 se jedna z dceřiných společností SG stala správcem realitního fondu CEE Property Development Portfolio. SG se na několik měsíců stala jediným akcionářem farmaceutické společnosti Sevapharma. Její výrobní areál v Praze na Vinohradech převedla v roce 2005 do nově založené společnosti Rezidence Korunní, která provedla demolici původních budov a na pozemku vybudovala bytový komplex s 286 byty.
V roce 2007 byla založena společnost Konsorcium Rohan, s.r.o. Tato společnost, jejíž vlastní kapitál na konci roku 2007 činil 712 tisíc korun, zvítězila v květnu 2008 v tendru na prodej pozemků v lokalitě Rohanský ostrov. Nabídla 8 567 korun za metr čtvereční, tedy zhruba 1,7 miliardy korun. Frekvence splátek i jejich výše jsou předmětem obchodního tajemství. Zástavní právo k podílu SG v Konsorciu Rohan má spořitelní družstvo Moravský peněžní ústav. Mezi další projekty SG patří výstavba kanceláří a bytů v lokalitách Smíchovské nádraží a Nákladové nádraží Žižkov.
V průběhu roku 2007 Sekyra převedl akcie SG na nizozemskou společnost Sekyra Group Real Estate B.V., kterou následně převzala nově založená společnost SEKYRA GROUP REAL ESTATE N.V. Na konci roku 2007 Luděk Sekyra vlastnil společnost CEE Holdings N.V. se sídlem na karibském ostrově Curaçao, která držela v SGRE N.V. 95% podíl. V roce 2011 byl projekt Cubicon v Bratislavě prodán společnosti J F Hamilton. V roce 2022 měla dceřiná společnost Sekyra Group, a.s. 51 zaměstnanců.
| společnost                  | založeno | podíl | vlastní kapitál | další vlastníci   | poznámka                                                                              |
| --------------------------- | -------- | ----- | --------------- | ----------------- | ------------------------------------------------------------------------------------- |
| Convenio                    | 2010     | 100 % | ▼ 283           |                   | V roce 2016 dokončila bytový projekt za 522 milionů korun pro Městskou část Praha 11. |
| Konsorcium Rohan            | 2007     | 100 % | ▼ -1            |                   | Podíl je zastaven ve prospěch spořitelního družstva Moravský peněžní ústav.           |
| Smíchov Station Development | 2005     | 49 %  | ▼ -15           | České dráhy (51%) | Největším věřitelem je SGRE, od které je čerpána půjčka ve výši 46 milionů korun.     |
| Žižkov Station Development  | 2007     | 49 %  | ▼ 1             | České dráhy (51%) | Největším věřitelem je SGRE, od které je čerpána půjčka ve výši 6 milionů korun.      |